# Liset de Hount Blanque
Liset de Hount Blanque este o arie protejată (sit de importanță comunitară — SCI) din Franța întinsă pe o suprafață de 4.059 ha, integral pe uscat.

## Localizare
Centrul sitului Liset de Hount Blanque este situat la coordonatele 42°57′24″N 0°10′09″E / 42.95667°N 0.16917°E.

## Înființare
Situl Liset de Hount Blanque a fost declarat arie specială de conservare în baza directivei 92/43 din 1992 referitoare la conservarea habitatelor naturale și a faunei și florei sălbatice pentru a proteja 5 specii de animale.

## Biodiversitate
Situată în ecoregiunea alpină, aria protejată conține 15 habitate naturale: Pajiști uscate europene, Pajiști alpine și boreale, Pajiști silicioase din Pirinei cu Festuca eskia, Pajiști alpine și subalpine calcaroase, Liziere de ierburi înalte hidrofile de câmpie și de nivel montan până la alpin, Fânețe de joasă altitudine (Alopecurus pratensis, Sanguisorba officinalis), Turbării active, Mlaștini turboase de tranziție și turbării mișcătoare, Grohotișuri termofile și vest-mediteraneene, Pante stâncoase silicioase cu vegetație casmofită, Păduri montane și subalpine de Pinus uncinata (* dezvoltate pe substrat gipsos sau calcaros), Fânețe montane, Formațiuni ierboase bogate în specii de Nardus, dezvoltate pe substraturi silicioase în zone montane (și în zone submontane, în Europa continentală), Ape stătătoare oligotrofe până la mezotrofe, cu vegetație de Littorelletea uniflorae și/sau de Isoëto-Nanojuncetea, Pante stâncoase calcaroase cu vegetație casmofită.
La baza desemnării sitului se află mai multe specii protejate de  mamifere (5): Galemys pyrenaicus, liliac cu urechi de șoarece (Myotis blythii), liliac comun (Myotis myotis), liliacul mare cu potcoavă (Rhinolophus ferrumequinum), liliacul mic cu potcoavă (Rhinolophus hipposideros).